# دینول گراهام
دینول گراهام (انگلیسی: Deiniol Graham؛ زادهٔ ۴ اکتبر ۱۹۶۹) بازیکن فوتبال اهل بریتانیا است.
از باشگاه‌هایی که در آن بازی کرده‌است می‌توان به باشگاه فوتبال پرستون نورث اند، باشگاه فوتبال بارنزلی، باشگاه فوتبال استوک‌پورت کانتی، باشگاه فوتبال اسکانتورپ یونایتد، باشگاه فوتبال کارلایل یونایتد، باشگاه فوتبال منچستر یونایتد، و باشگاه فوتبال داگنم و ردبریج اشاره کرد.
وی همچنین در تیم ملی فوتبال زیر ۲۱ سال ولز بازی کرده‌است.